# 리허설 (1995년 영화)
《리허설》은 1995년에 개봉한 대한민국의 영화다. 이 영화는 프랑스 영화 <아모레 미오>를 그대로 갖다 썼다는 의혹을 받아 지적을 산 바 있다.
한편, 박영선이 맡았던 승혜 역은 당초 강수연이 낙점됐으나  지나친 노출신이 부담이 된 탓에 고사했다.

## 줄거리
민수(최민수 분)는 자기 스스로 터프가이가 되고 싶어하며, 폼도 재보고 주먹다짐도 자주한다. 그의 직업은 뒷골목 건달로 이리 채이고 저리 밀리며 인생을 살아간다. 그는 어느날 연극공연장에 채무관계를 해결해달라는 청탁을 받고 가는데 그곳에서 신출내기 연극단원 승혜(박영선 분)를 만나게 된다. 빈 무대. 딱 좋은 장소다. 달려드는 민수. 거부하는 여자. 거칠어 지는 민수. 포기하는 여자. 그리고, 그날 이후. 여자, 승혜는 여자로서의 기쁨을 알아버렸다. 여자는 그것을 사랑이라고 믿었다. 남자, 민수는 또 한 게임 했을뿐이라고 생각했다. 그러나 이전과는 달리 사실 조금은 묘한 감정이 스스로의 내부에서 싹트고 있었음을 눈치채지 못했다. 민수는 그녀를 탐한 이후 서로는 육체를 불사르며 사랑을 확인하려 한다. 국립극장으로부터 '내 사랑 히로시마'의 여주인공역을 제안받은 승혜. 서서히 그녀의 삶이 변해가고. 사채업자 장사장의 표적이 되어 쫓기는 민수, 한마리 외로운 짐승처럼 서서히 곤궁한 처지에 놓이게 되고. 썩 어울리지 않았던 둘의 관계에도 점차 균열이 가기 시작하는데. 사랑이 아니었다고 생각하게 된 승혜, 멀어지려하고 사랑이었음을 깨닫게 된 민수, 광적으로 집착하게 되고 파행적인 사랑의 행로, 어긋나는 두사람의 운명.

## 캐스팅
- 최민수 : 민수 역
- 박영선 : 승혜 역
- 최용석 : 철민 역
- 방은희 : 신우 역
- 손숙 : 단장 역
- 윤문식 : 신 감독 역
- 김부선 : 정자 역
- 이호재 : 김명군 역
- 전무송 : 장 사장 역
- 이성훈 : 신범 역
- 김용태 : 김후식 역
- 정웅인 : 남단 1 역
- 강신구 : 남단 2 역
- 김봉석 : 남단 3 역
- 신재명 : 사내 3 역
- 신범식 : 사내 5 역
- 임세호

## 흥행 순위
|  | 1996년도 한국영화 흥행순위 TOP 10 (서울 관람객 기준) |

| 순위 | 영화 제목        | 관객수(명) | 개봉일     | 비고 |
| ---- | ---------------- | ---------- | ---------- | ---- |
| 1    | 투캅스 2         | 636,047    | 1996.04.27 |      |
| 2    | 은행나무 침대    | 452,580    | 1996.02.17 |      |
| 3    | 꽃잎             | 213,979    | 1996.04.05 |      |
| 4    | 귀천도           | 200,570    | 1996.10.12 |      |
| 5    | 박봉곤 가출 사건 | 170,328    | 1996.09.21 |      |
| 6    | 돈을 갖고 튀어라 | 167,108    | 1995.12.16 |      |
| 7    | 리허설           | 160,141    | 1995.12.15 |      |
| 8    | 본 투 킬         | 132,261    | 1996.04.20 |      |
| 9    | 코르셋           | 114,777    | 1996.06.08 |      |
| 10   | 보스             | 101,078    | 1996.07.06 |      |